# Central Library (Édimbourg)
 (juillet 2024).
La Central Library ou Bibliothèque centrale d'Édimbourg, en Écosse, ouverte en 1890, est le premier bâtiment de bibliothèque publique de la ville. La bibliothèque centrale d'Édimbourg comprend six bibliothèques : de prêt, de référence, de musique, d'art et de design, d'Édimbourg et d'Écosse, ainsi que la bibliothèque pour enfants.

## Histoire
Il existe aujourd'hui 28 bibliothèques publiques à Édimbourg mais, première à ouvrir dans la capitale écossaise, la création de la Bibliothèque centrale a été financée à hauteur de 50 000 £ par le philanthrope Andrew Carnegie,,. Lors de la cérémonie d'ouverture, un télégramme de Carnegie a été lu déclarant : « Nous sommes convaincus que cette bibliothèque deviendra de plus en plus utile année après année et s'avérera l'une des agences les plus puissantes pour le bien du peuple pour tous les temps à venir. »
Le site choisi pour la bibliothèque était l'ancienne demeure de Sir Thomas Hope, avocat du roi Charles Ier. L'édifice, construit en 1616, fut démoli en mars 1887 pour faire place à la bibliothèque. Le linteau de la maison de Hope, portant l'inscription sculptée TECUM HABITA 1616 inspiré de la quatrième satire du poète romain Perse, est conservé au-dessus d'une porte intérieure de la bibliothèque,.
Le financement de Carnegie était initialement une offre de 25 000 £ en 1886, qui fut ensuite doublée, surmontant l'opposition antérieure à la création d'une bibliothèque publique. La ville - la dernière à le faire en Écosse - a adopté la loi sur les bibliothèques publiques le 9 juillet 1887. Carnegie a posé la première pierre du bâtiment de style Renaissance française de l'architecte George Washington Browne.
Le projet de Washington Browne a été lauréat du concours d'architecture pour la nouvelle bibliothèque et a été sélectionné parmi 37 candidatures. Son grand bâtiment s'élève sur trois niveaux au-dessus du pont George IV et s'étend jusqu'au Cowgate en contrebas, enjambant les rues disjointes de la vieille ville d'Édimbourg.
Au-dessus de la porte principale se trouve la devise « Que la lumière soit » qui, selon Carnegie, était placée au-dessus de l'entrée de chaque bibliothèque qu'il a financée. La façade de la bibliothèque centrale est également décorée de sculptures en pierre représentant les armoiries de la ville d'Édimbourg, les armoiries de l'Écosse et les armes royales. Il y a neuf petits reliefs carrés relatifs aux imprimeurs et une grande sculpture symbolisant la Calédonie par Alexander Handyside Ritchie.
Les registres de 1890, première année complète d'ouverture de la bibliothèque, montrent que plus de 440 000 prêts de livres ont été émis.
La Bibliothèque centrale a été adaptée et agrandie à plusieurs reprises au fil des ans. Un an seulement après son ouverture, la bibliothèque manquait déjà d'espace et une librairie fut ajoutée en 1903. En 1928, la bibliothèque manquait de nouveau d’espace. Des propositions ont été faites pour une meilleure utilisation de l'espace et un ascenseur public a été installé.
En 1930, le bâtiment adjacent fut acquis, permettant à la bibliothèque de s'agrandir à nouveau. D'autres locaux voisins furent achetés dans les années 1940. En 1961, une mezzanine a été créée au-dessus de l'ancienne salle des journaux.
En mai 2014, les nouvelles bibliothèques pour enfants et musicales ont été ouvertes dans le bâtiment principal de la bibliothèque. Ceux-ci étaient auparavant hébergés dans un bâtiment séparé. La bibliothèque pour enfants présente une illustration murale réalisée par l'illustratrice primée de livres pour enfants Catherine Rayner.
En novembre 2017, à l'occasion du 100e anniversaire de sa mort, un mémorial dédié au Dr Elsie Inglis, fondatrice des Scottish Women's Hospitals, a été dévoilé à la Bibliothèque centrale.

## Collections
Comme dans toutes les bibliothèques publiques d'Édimbourg, les collections pour adultes sont organisées selon le système de classification de la Bibliothèque du Congrès. Édimbourg est la seule municipalité du Royaume-Uni à continuer de l'utiliser. Les livres pour enfants sont organisés selon le système de classification décimale Dewey, plus répandu.
La bibliothèque centrale d'Édimbourg possède dans ses collections trois des sculptures de livres écossaises, exposées dans son hall principal. Les sculptures étaient l'œuvre d'un artiste anonyme qui a laissé ces œuvres parmi une série d'autres dans des lieux littéraires lors du Festival international du livre d'Édimbourg en 2011. Les sculptures représentent une loupe, une tasse de thé et un petit personnage « perdu dans un livre ».

## Lieu de tournage
La bibliothèque centrale d'Édimbourg a été utilisée comme lieu de tournage pour la série télévisée Rebus : des vues de l'extérieur du bâtiment ont été prises ainsi qu'une scène dans la section de référence.

## Galerie

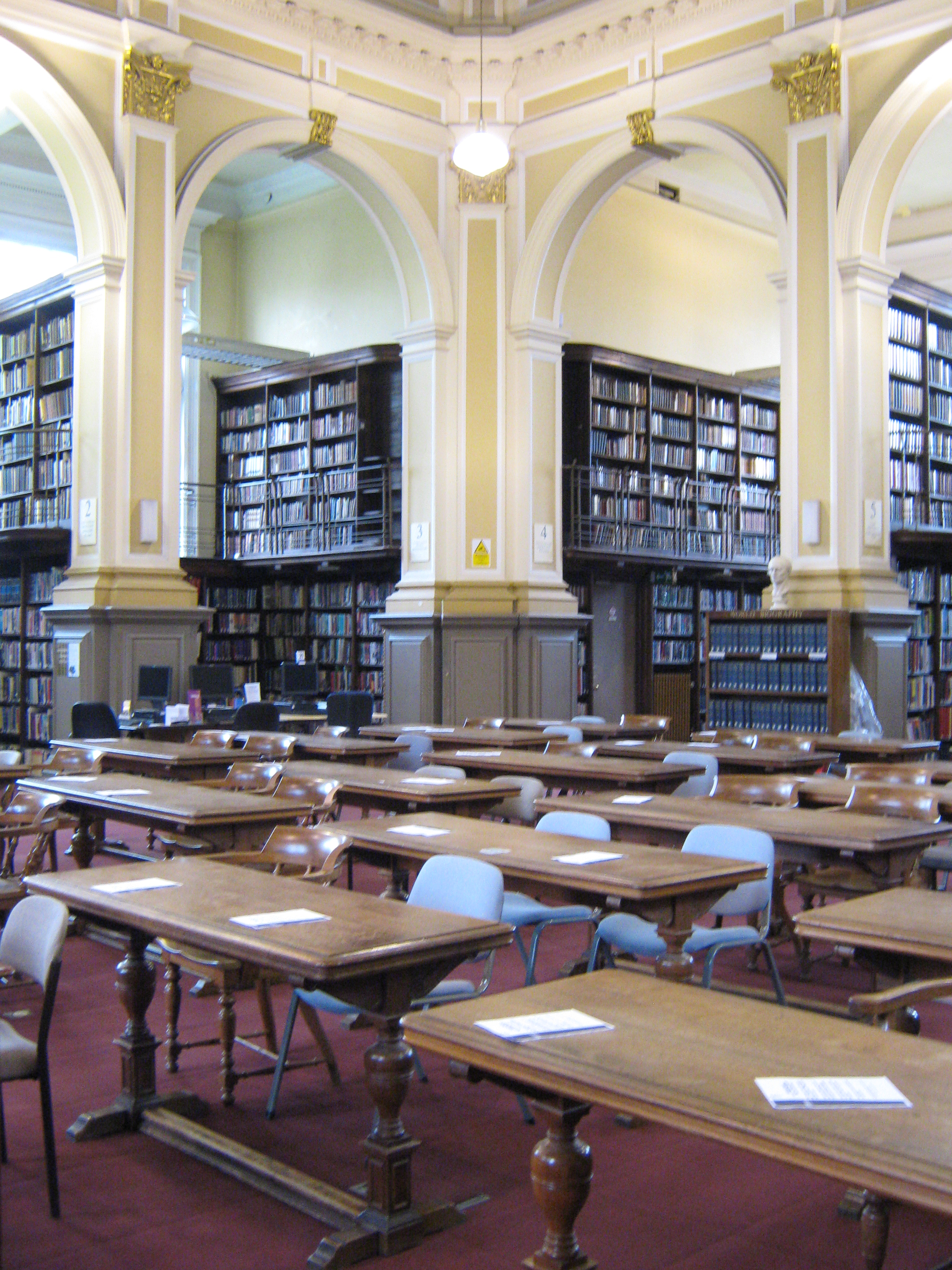
Bibliothèque de référence à l'étage supérieur
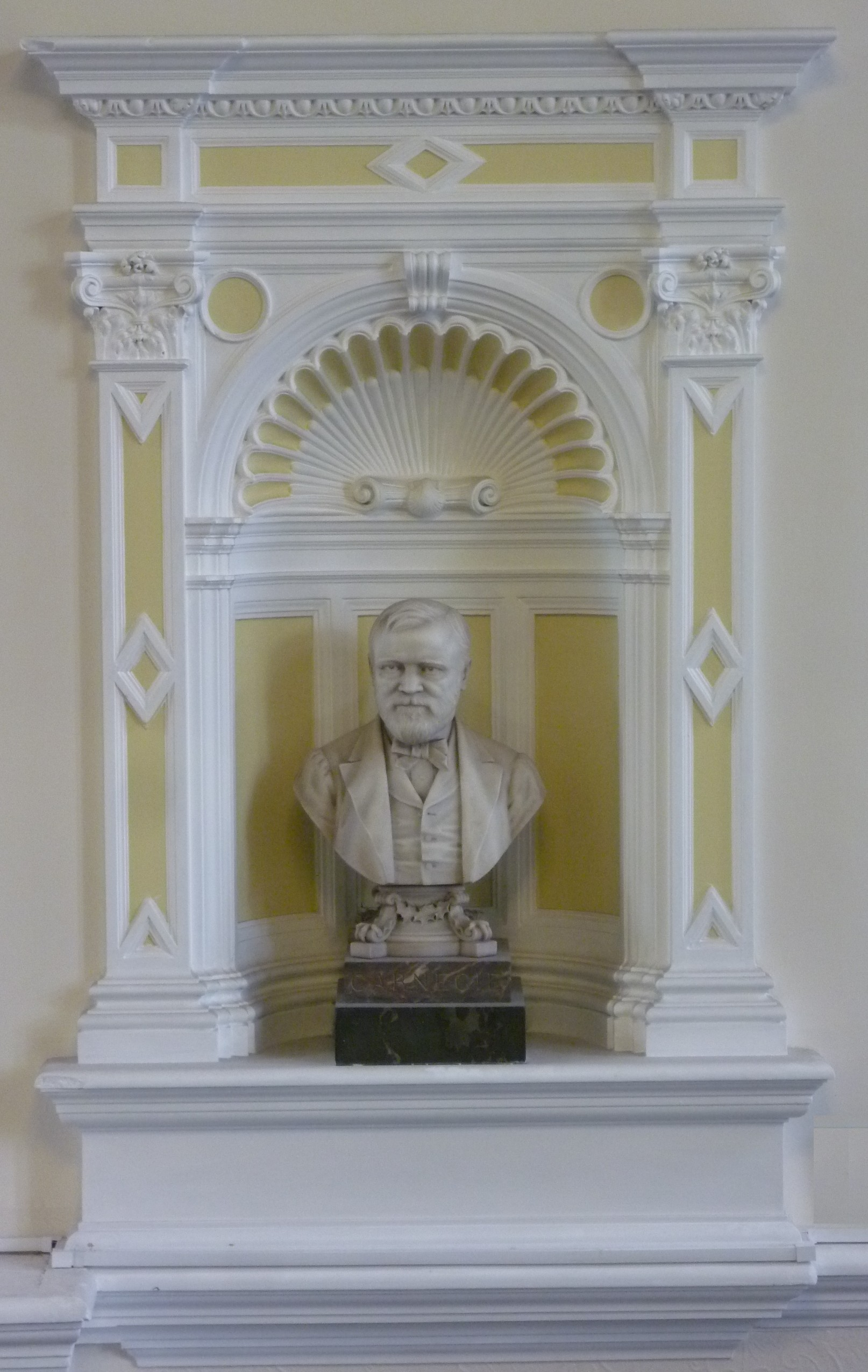
Buste d'Andrew Carnegie
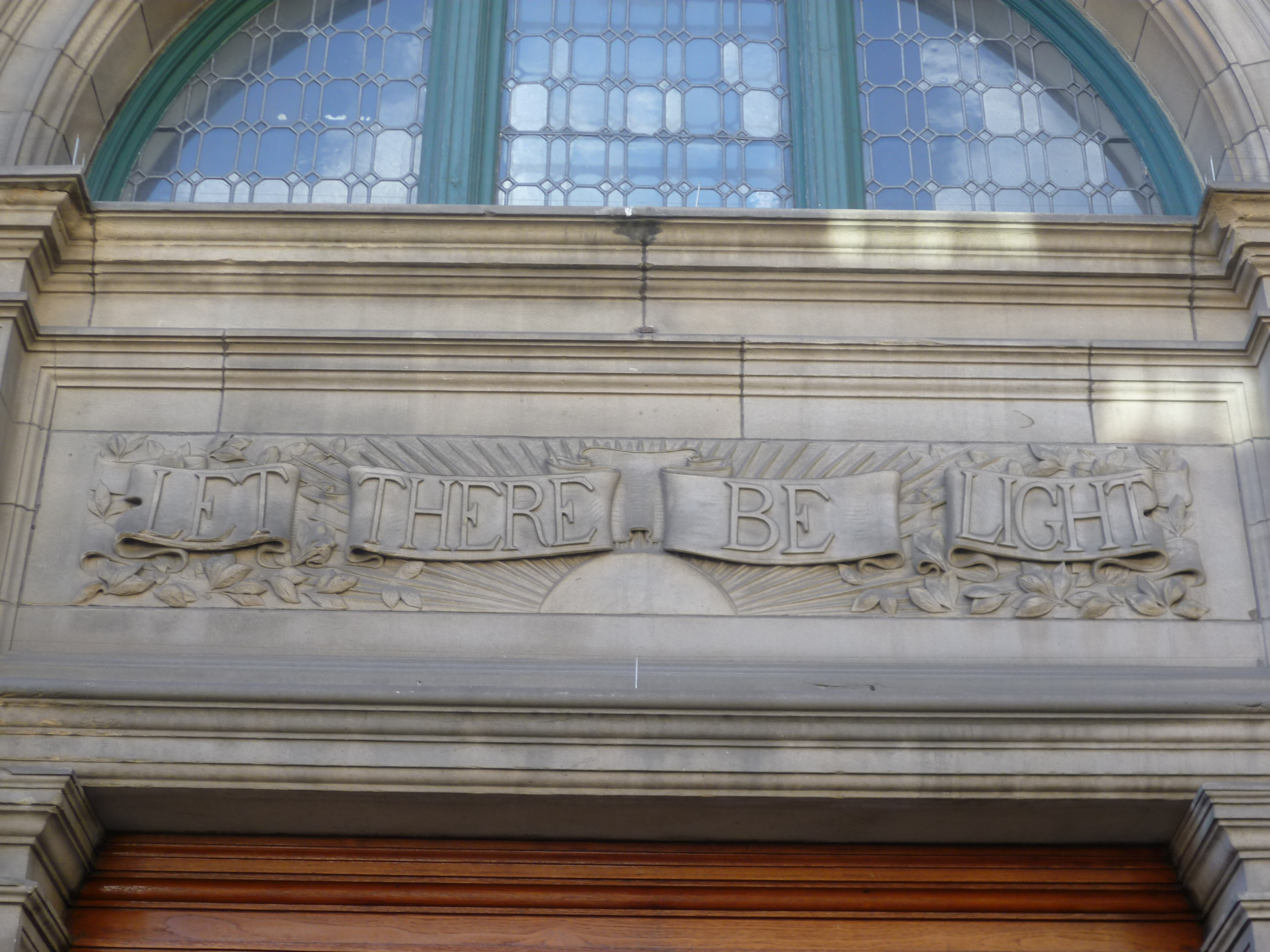
Devise d'Andrew Carnegie - Que la lumière soit
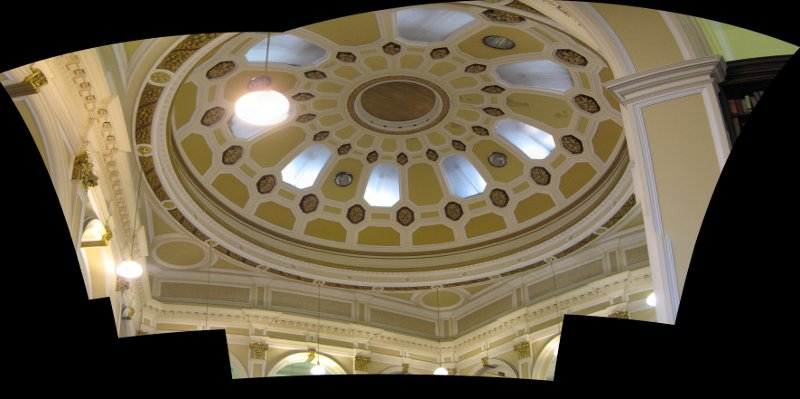
Plafond en forme de dôme
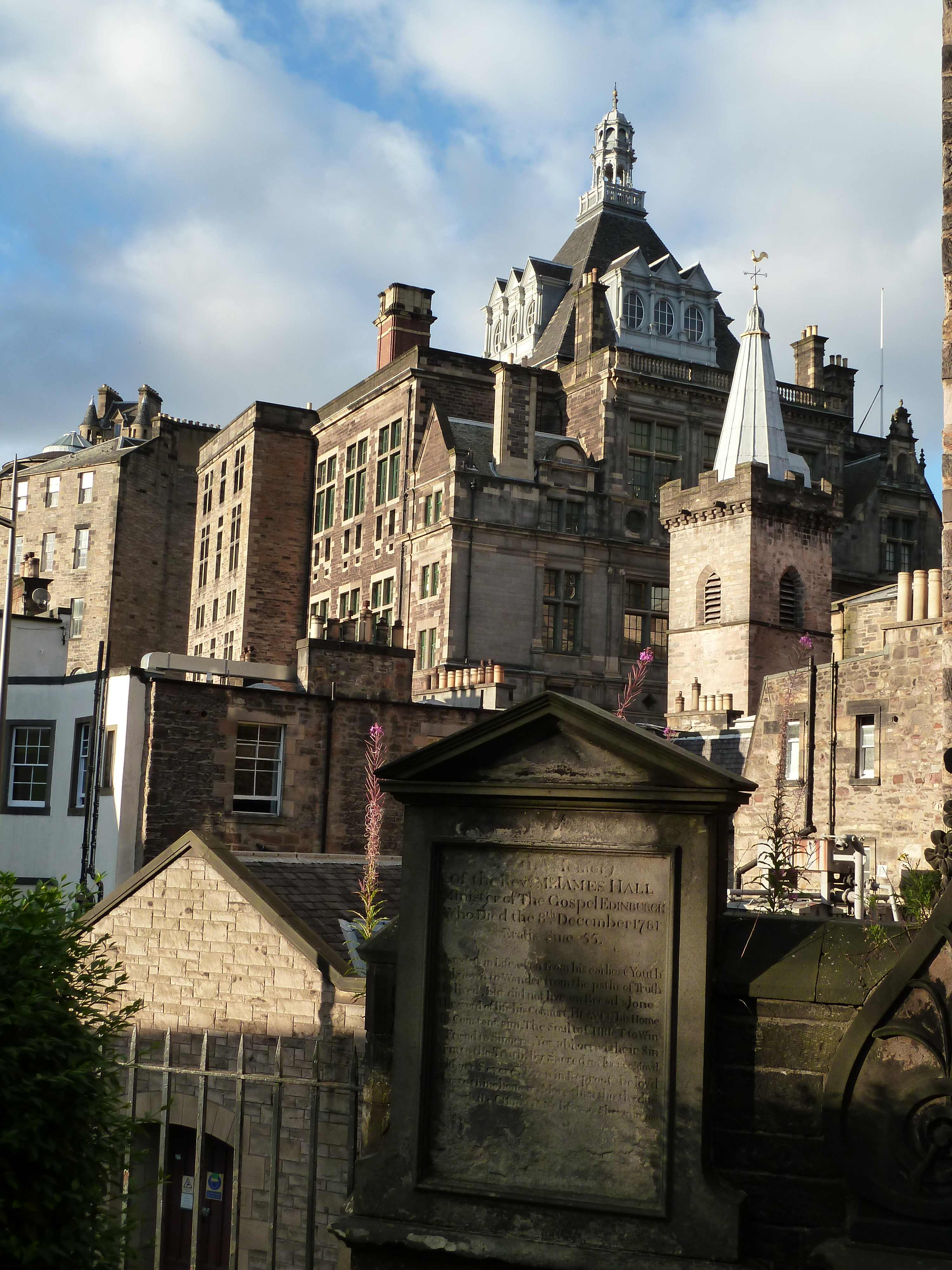
Bibliothèque centrale et chapelle Sainte-Marie-Madeleine vues depuis Greyfriars Kirkyard
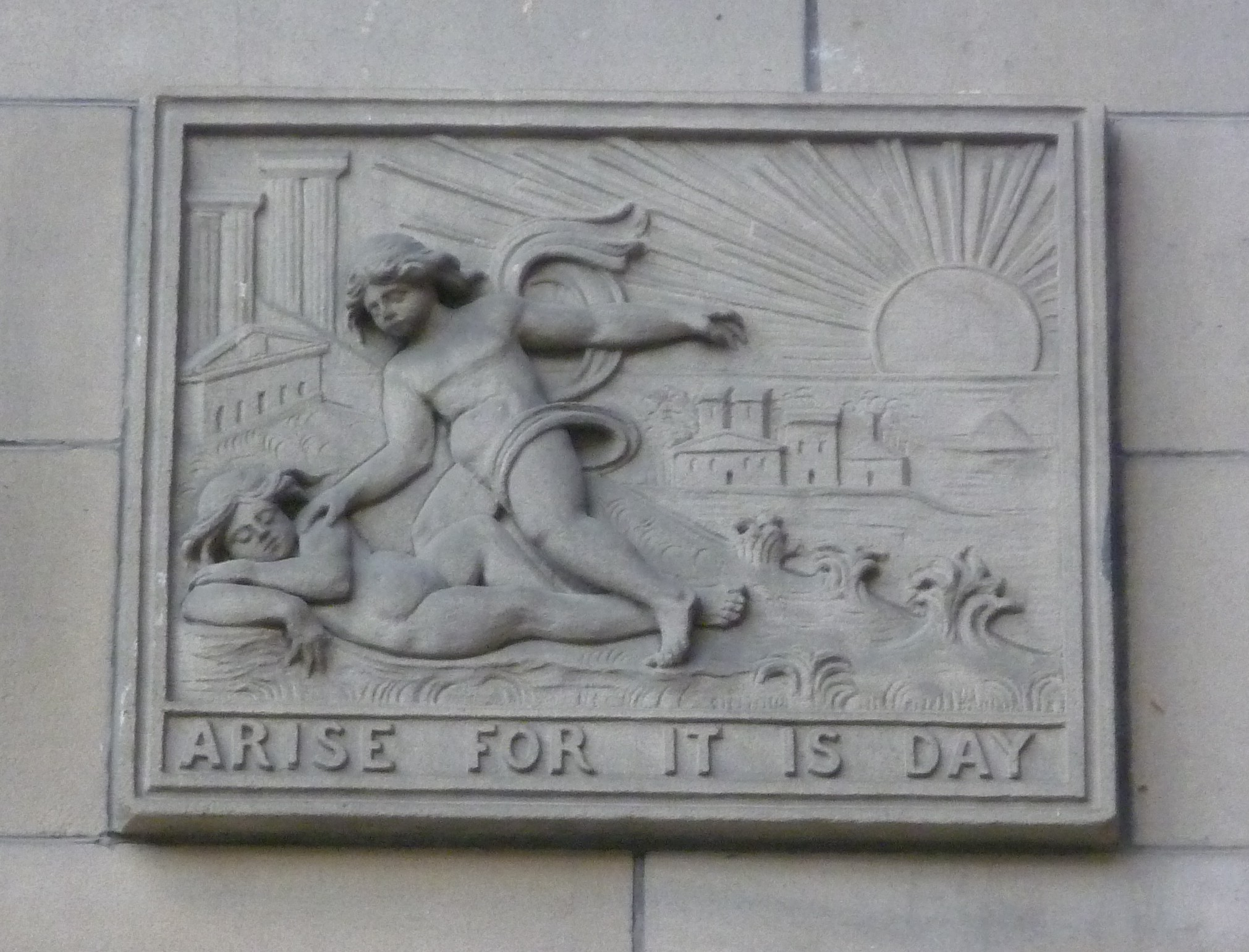
La conception de John Day sur la façade.
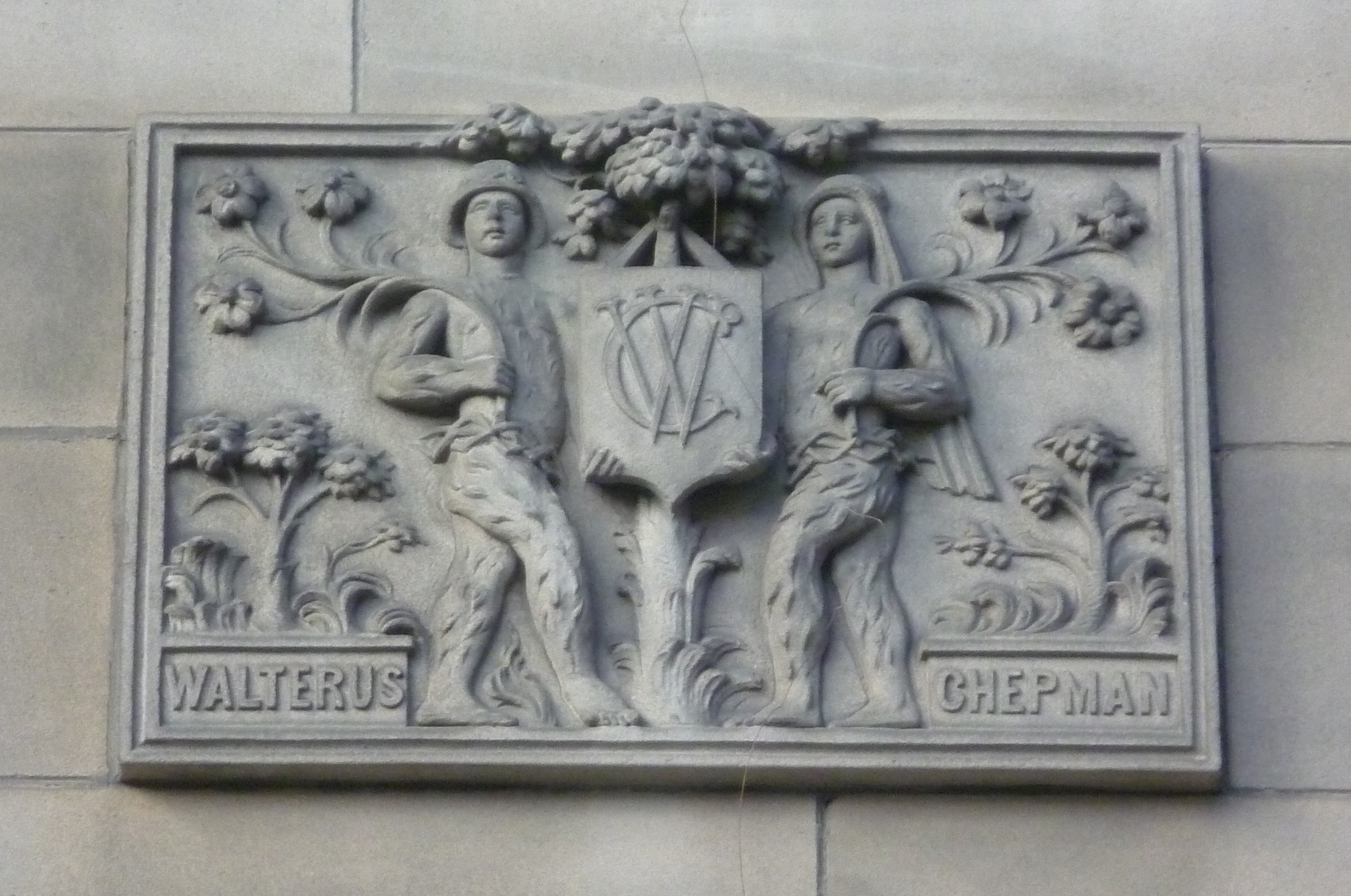
Tablette de Walter Chepman, Bibliothèque centrale d'Édimbourg